# Jukka Korkeila
Jukka Petteri Korkeila, född 11 oktober 1968 i Tavastehus, är en finländsk bildkonstnär. 

## Biografi
Korkeila studerade 1988–1990 arkitektur vid Tekniska högskolan i Helsingfors, 1990–1992 inredningsarkitektur och möbeldesign vid Konstindustriella högskolan och 1992–1997 måleri vid Bildkonstakademin. Han studerade 1997–1998 vid Klasse Bernd Koberling , Hochschule der Künste Berlin och ställde ut första gången 1995. Han utexaminerades från Bildkonstakademin 2002. 
Utmärkande för hans intensiva måleri har bland annat varit en stark relation till popmusiken, tecknade serier, tv, film och tidskrifter. Han kombinerar i sina målningar bildelement på samma sätt som den internationella popkonsten gör; en av hans tidiga förebilder var pionjären Andy Warhol. Den mänskliga gestalten återkommer ofta i hans arbeten och associationerna till graffitin är påtaglig. Han har även väckt beundran för sina teckningar och färgstarka akvareller, men har samtidigt kritiserats för sin respektlöshet och för att ibland ha överskridit gränserna för det passande. 
Han har uppmärksammats för att ha lyft fram feta män och deras kroppar i ett positivt ljus, och att få överviktiga människor att accepteras som de är.

## Separatutställningar

### Moderna Museet 2006

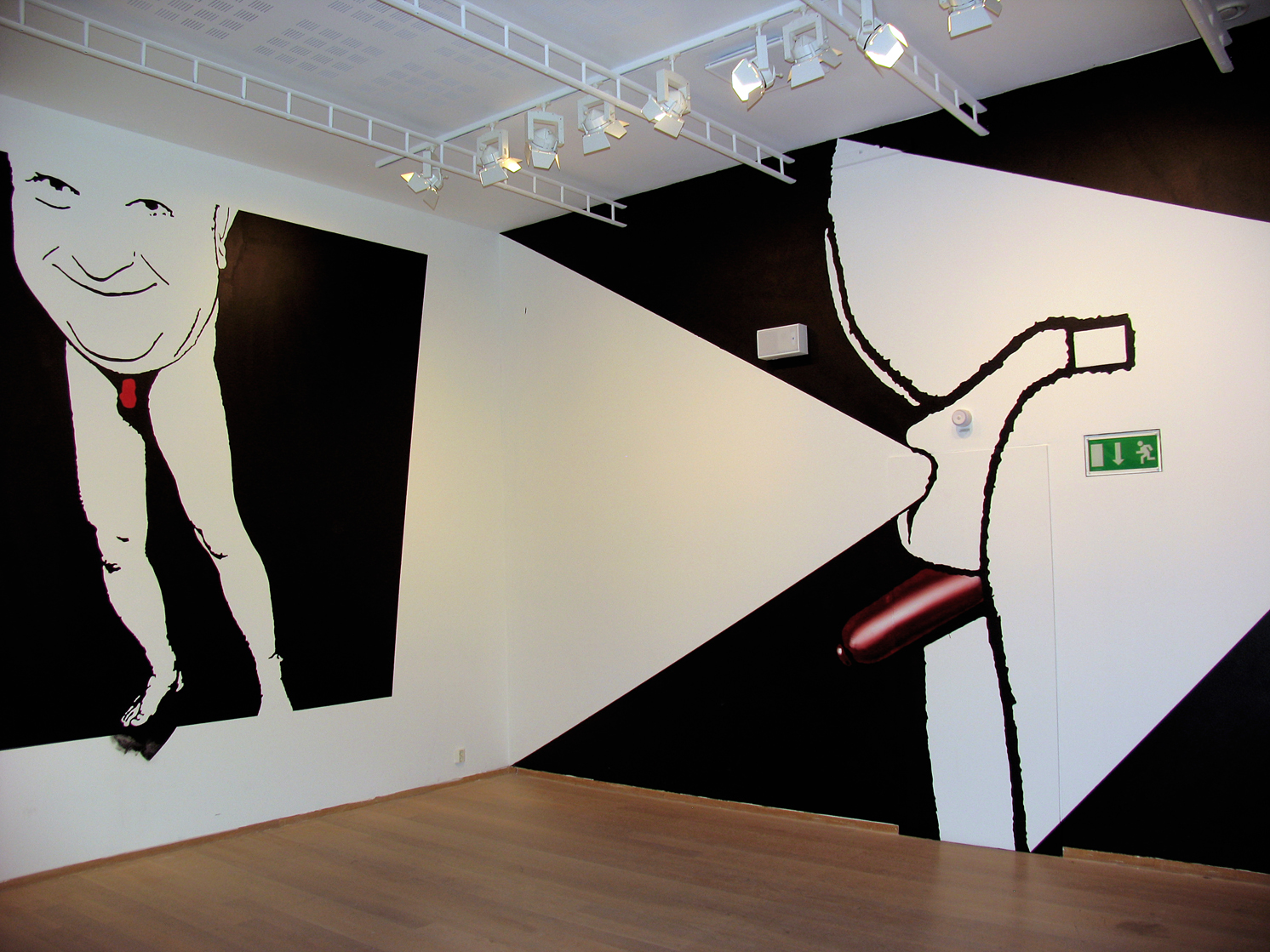

El Superhombre, Den 1:a på Moderna,  Moderna Museet , Stockholm, 1.3. - 23.4.2006, kuratören:  Ann-Sofi Noring 

### Akvarellmuseet 2007
Bacchus Vortex, Nordiska Akvarellmuseet, Skärhamn, 1.4. - 13.5.2007   Museichefen Bera Nordal gav då i tidskriften Akvarellspegeln en presentation av Korkeila, som först publicerades i Bacchus Vortex-boken.

### Åbo konstmuseum 2007-2008
Full Candy Priority, Studio,  Åbo konstmuseum ,  Åbo , Finland 30.11.2007 - 13.1.2008

## Utmärkelser
- 1999 – Utmärkelsen "Årets unga konstnär", utdelat av Tammerfors Konstmuseum och Tammerfors stad, tilldelat tillsammans med Janne Kaitala och Janne Räisänen.[5][1]
- 2009 – William Thuring-priset utdelat av den Finska Konstföreningen.[6]
- 2019 – Statspriset för bildkonst, utdelat av Kommissionen för visuell konst.[7] I motiveringen nämndes att "Korkeilas målningar har ett personligt språk. I sina verk nedmonterar han invanda skönhetsuppfattningar och normer, och verken fokuserar på tolerans, acceptans och mångfald. Symboliken i Korkeilas nyaste verk byggs upp med bland annat bilder av identifierarbara katolska påvar och världens politiska ledare. Verken baserar sig på världsåskådningar, könsidentiteter och politiska teman, men dock så att den första känslan de förmedlar är mildhet och humor."

## Monografier
- 1998 Jukka Korkeila, Galerie Gebauer, Ruksal Druck, Berlin
- 2004 Doubting Thomas, FRAME publication 22, Otava Publishing Company, Keuruu, Finland, ISBN 952-5065-20-0
- 2007 Bacchus Vortex, Nordiska Akvarellmuseet Publication no. 36, ISBN 978-91-89477-31-5, Billes Tryckeri AB, Mölndal, Sverige
- 2012 KOLME MAALAUSTA (tre målningar) - Jukka Korkeila, HELSINKI CONTEMPORARY, Painomies, Helsinki, Finland

## Publikationer
- 1999 TroubleSpot * Painting, NICC & MuHKA, Museum of Contemporary Art, Antwerpen, Belgien, Cataloge number: 63, D/1999/4828/3, ISBN 90-72828-06-2
- 1999 Carnegie Art Award - Nordic Painting 1999, Ulrika Levén (Publ.), Stockholm
- 2000 Cruce de Caminos - Artistas en Berlin / Crossroads - Artists in Berlin, Sala de Exposicio de la Plaza de España, Comunidad de Madrid, T.F. Artes Gráficas, ISBN 84-451-1740-8
- 2001 ARS 01- Avautuvia näköaloja / Unfolding perspectives Ars-näyttelyt, Kiasma Museet för Nutidskonst, Museet för Nutidskonstens publikationerna 78/2001, ISBN 951-53-2342-8, F.G.Lönnberg, Helsinki
- 2001 Surface and Whirlpools - Finnish Contemporary Art, Borås Konstmuseum, Borås, ISBN 91-973986-0-8, Fälth & Hässler, Värnamo, Sverige
- 2002 Stop for a moment - Painting as presence, Publ. Nordic Institute for Contemporary Art, NIFCA publication 21, ISBN 951-8955-70-0, Vammalan kirjapaino OY, Vammala
- 2004 Arte termita contra elefante blanco, comportamientos actuales del dibujo / Termite Art Against White Elephant. Actual behaviour of drawing, de la edicion Fundación ICO, ISBN 84-932306-4-2
- 2005 SITUATED SELF, Confused, Conflictual and Compassionate - Belgrade: Museum of Contemporary Art, 2005, ISBN 86-7101-222-0
- 2007 Carnegie Art Award 2008, s. 100-106 & s. 205-206, Carnegie Art Award Publishing, ISBN 978-91-973524-7-5
- 2012 nosadelladue / residency program, JOURNAL 2007-2011, Tipografia Irnerio, Bologna, Italia, ISBN 978-88-906348-0-2
- 2017 Pleasure: Jukka Korkeila, Elina Merenmies, Anna Retulainen, Helsingfors konstmuseum HAM & Serlachiusmuseerna, i Mänttä, Finland, Parvs, ISBN 978-952-7226-03-2
- 2018 SANGUINE, BLOEDROOD, Luc Tuymans Luc Tuymans on Baroque, M HKA, Museum of Contemporary Art, Antwerpen, Belgien, e-boken: https://c.assets.sh/HQABobac_RPTkU3XegrR
- 2018 Michael Petry: The WORD Is Art, s. 36-37, Thames & Hudson Ltd, Imago Publishing Ltd, China, ISBN 978-0-500-23966-7
- 2020 Hullu rakkaus | Galen kärlek | Mad Love, NYKYTAITEEN MUSEO KIASMA, Parvs, ISBN 978-952-7226-51-3
- 2020 En intervju @ Artdependence magazine: Jukka Korkeila On The Finnish Art Scene And The Relationship Between Art and Life